# Anacroneuria coscaroni
Anacroneuria coscaroni är en bäcksländeart som beskrevs av Froehlich 2002. Anacroneuria coscaroni ingår i släktet Anacroneuria och familjen jättebäcksländor. Inga underarter finns listade i Catalogue of Life.